# Banca del tempo

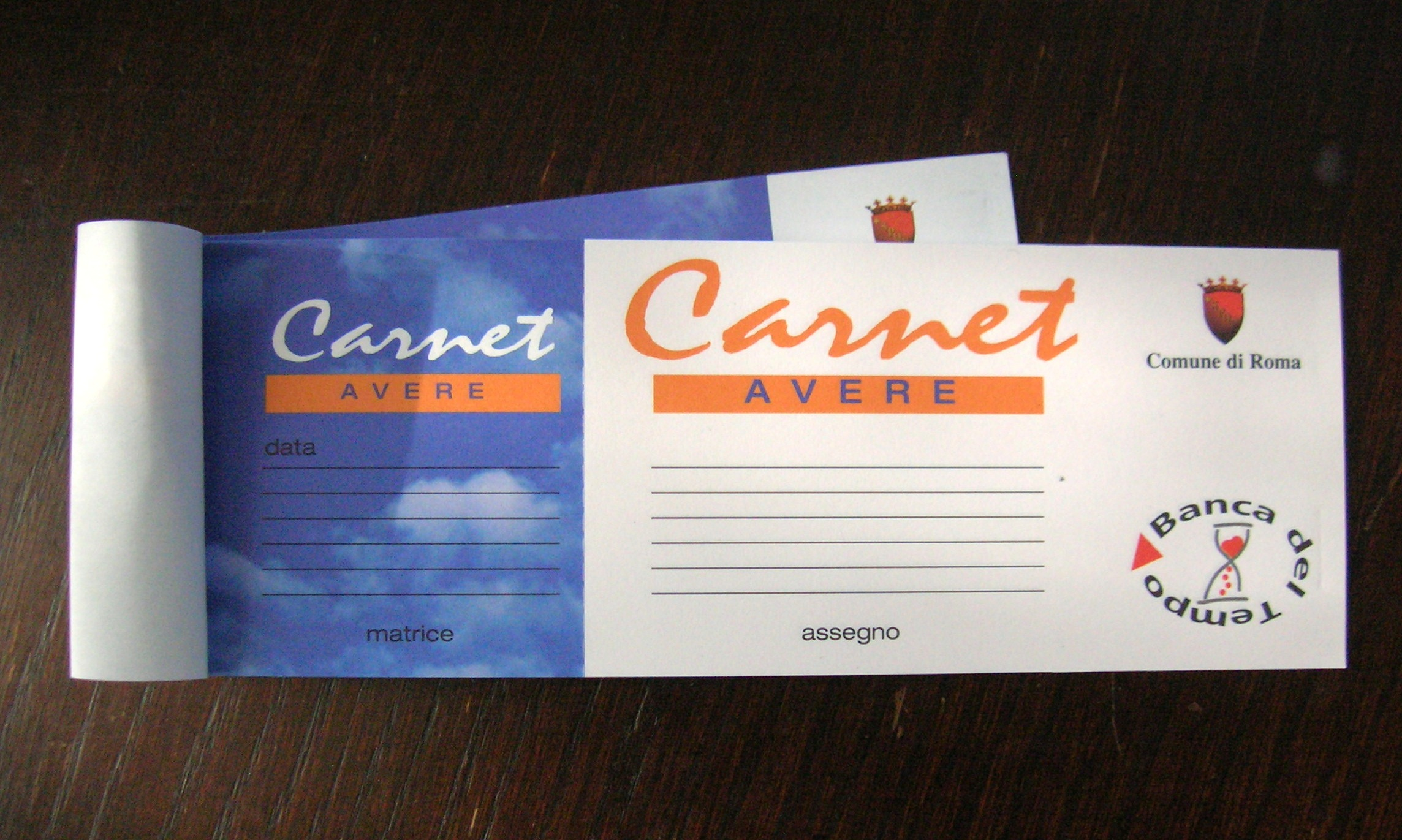
Carnet della Banca del Tempo di Roma, con le ore di servizio da dare e da ricevere in cambio.

Per banca del tempo (abbreviato, BdT) si intende un particolare tipo di associazione che si basa sullo scambio gratuito di "tempo".

## Storia
Le prime associazioni di questo tipo nacquero nel Regno Unito negli anni ottanta del XX secolo, con i nomi di Local Exchange Trading System ("LETS").
Sorte per necessità contingenti, queste esperienze d'oltremanica si dimostrano presto un'idea originale per la diffusione di una forma di economia "alternativa". L'idea viene quindi largamente esportata: in Francia (dove assume la denominazione di SEL - Systèmes d'échange), in Spagna e Sud America (TROCA), nei Paesi Bassi, Germania e nei Paesi scandinavi.
In Italia, alcune associazioni del tipo nacquero nel 1988 in Emilia-Romagna, tuttavia il termine "banca del tempo" viene usato per la prima volta a Parma agli inizi degli anni novanta ma sarà la sperimentazione effettuata da un gruppo di donne di Santarcangelo di Romagna a far conoscere a livello nazionale e internazionale il progetto.
Nei primi anni 2000 hanno conosciuto un notevole sviluppo e sono state oggetto di decine di tesi di laurea, di centinaia di articoli, interviste, pubblicazioni.
Le BdT collaborano spesso con altre associazioni similari e partecipano con propri progetti ai bandi pubblici o privati per il sostegno del volontariato previsti dalla legge 8 marzo 2000 n. 53 e da varie leggi regionali.
Nel dicembre 2012 viene lanciata TimeRepublik, una banca del tempo globale digitale, il cui obiettivo è quello di eliminare i limiti geografici delle banche del tempo tradizionali e avvicinare i giovani a questo tipo di attività. A gennaio 2014 TimeRepublik ha superato i diecimila utenti registrati, diffusi in oltre 80 paesi, con un tasso di crescita medio alla data di circa 30 utenti al giorno.

## Caratteristiche e struttura
La particolare attività (missione non definita) coinvolge persone assai diverse per età, condizioni sociali e culturali. Gli iscritti sono in prevalenza donne (circa 70%). L'età media si sta progressivamente abbassando in quanto l'utilizzo costante dell'informatica, ha coinvolto anche le fasce giovani della società.
Tutti gli scambi sono gratuiti ma è previsto un rimborso spese (per esempio, per i mezzi di trasporto o eventuali materiali utilizzati nel lavoro svolto) e quota associativa, per lo più annuale, variabile da Banca a Banca. Ogni ora viene valutata per un'ora, indipendentemente dal valore monetario del tipo di prestazione svolta.
Ciascun socio, quindi, mette a disposizione qualche ora per dare a un altro socio una certa competenza. Le "ore" date vengono "calcolate" e "accreditate" o "addebitate" nella Banca. Può succedere così, che non sia la stessa persona a "rimborsarle", ma un'altra.
Le attività delle BdT sono molto diverse: lezioni di cucina, di manutenzione casalinga, accompagnamenti e ospitalità, baby sitting, cura di piante e animali, scambio, prestito o baratto di attrezzature varie, aiuto uso computer, yoga, ripetizioni scolastiche e italiano per stranieri, ecc. Anche il tempo dedicato all'organizzazione, all'accoglienza, e alle riunioni o feste viene in genere valutato come tempo scambiato e quindi accreditato o addebitato nel conto personale del socio.